# Cedega
Cedega (vroeger bekend als WineX) is door TransGaming ontwikkeld om onder andere spellen gemaakt voor Microsoft Windows te draaien onder Linux. Bijgevolg focust het zich vooral op implementatie van DirectX-API.
WineX onderging een naamsverandering (naar Cedega) sinds versie 4.0 op 22 juni 2004.

## Point2Play
Bovenop Cedega zelf kunnen geregistreerde gebruikers toegang krijgen tot een omgeving/opstartprogramma voor Cedega, genaamd Point2Play. Point2play stelt zijn gebruikers in staat om eenvoudig games te beheren. Ieder nieuw spel krijgt zijn eigen "fake" Windowsinstallatie, die automatisch aangemaakt wordt bij het installeren van het spel. Versie 2.0 van Point2Play kwam uit op 7 juni 2005, sinds versie 5.0 is Point2Play standaard in Cedega aanwezig.

## Licenties
Transgaming stelde de broncode beschikbaar via CVS onder een niet-gratis licentie, en hoewel de licentie niet-commerciële herverdeling zou kunnen veroorzaken, zal Transgaming de broncode niet langer beschikbaar stellen als dit zou gebeuren. Ze raden ook Linux distributies als Gentoo Linux af om de CVS-code te gebruiken en gebruikers zelf hun versie te laten compileren.

## Tegenstellingen
Terwijl Cedega enorm populair was onder vele Linux-gebruikers toen het nog actief ontwikkeld werd, is er ook een groep die weigerde dit programma te gebruiken. Daar zijn twee grote redenen voor.
Eerst en vooral zijn er veel Linux-gebruikers die denken dat wanneer ze het project steunen, ze niet langer het ontwikkelen van cross-platformspellen (op meerdere platformen draaiend, zoals Windows, Linux en Mac OS) of zelfs exclusieve Linux-spellen zeker stellen.
Er zijn ook gebruikers die het er niet mee eens zijn dat Transgaming geld verdient met een project dat oorspronkelijk gestart was met Wine. Transgaming bemachtigde de code toen het nog onder BSD-style licentie was, dit stelde hen in staat om een nieuw project te beginnen onder een niet-gratis licentie. Toch zijn er stukken van de broncode gratis te downloaden via CVS. De code die kopieerbeveiliging omzeilt, is niet gratis te krijgen.
Het officiële Wine-project is nu onder de LGPL geplaatst, en dit leidt tot het geloof dat Cedega tegenstrijdig is met deze licentie. Maar de code waarop Cedega begonnen is, is wel bemachtigd terwijl het nog niet onder LGPL stond.